# YouTube Creator Awards

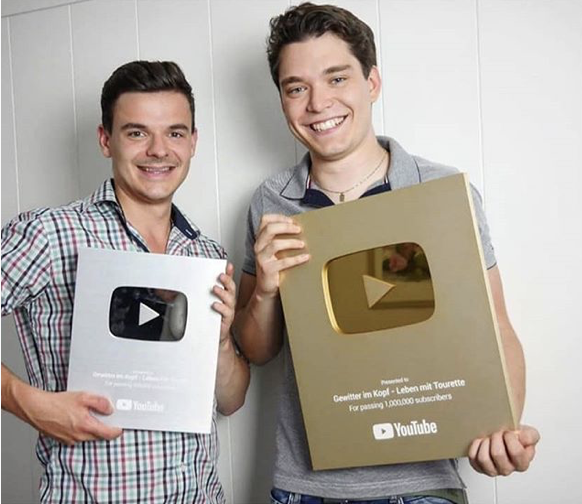
Twee youtubers met een zilveren en gouden award

YouTube Creator Awards, beter bekend als YouTube Play Buttons of YouTube Plaques, zijn een reeks prijzen van het Amerikaanse videoplatform YouTube die bedoeld zijn om de populairste kanalen te erkennen. Een YouTube Creator Award kan alleen verkregen worden als er aan de deelnamecriteria en aan het beleid van YouTube wordt voldaan.
Zodra een kanaal aan de voorwaarden voldoet, krijgt de eigenaar een bericht van YouTube. Vervolgens kan een verzoek worden ingediend om de award te ontvangen. Naast een online vermelding op het kanaal zelf ontvangt de eigenaar ook een fysiek aandenken.
Een aantal landen is uitgesloten. In 2024 waren dat Wit-Rusland, Cuba, Iran, Noord-Korea, Rusland, Soedan, Syrië en Oekraïne.

## Awards

### Silver Creator Award
Deze award wordt sinds 2013 uitgereikt aan kanalen die 100.000 abonnees hebben behaald. De Silver Creator Award heeft de vorm van een zilverkleurige metalen knop en is ongeveer 12x12 cm groot. Bij het behalen van 100.000 abonnees, komen kanalen in aanmerking voor een kanaalverificatie, waarbij er een verificatievinkje naast de naam van het YouTube-kanaal komt te staan. Tot mei 2024 hebben rond 300.000 kanalen deze award gehaald.

### Gold Creator Award
Deze award wordt sinds 2012 uitgereikt aan kanalen die 1.000.000 abonnees hebben behaald. De Gold Creator Award is een goudkleurige metalen knop van ongeveer 17x17 cm. Tot mei 2024 hebben ongeveer 30.000 kanalen deze award behaald.

### Diamond Creator Award
Deze award wordt sinds 2015 uitgereikt aan kanalen die 10.000.000 abonnees hebben behaald. De Diamond Play Button is een metalen trofee en is iets groter, met een afmeting van ongeveer 19x19 cm. Tot mei 2024 hebben circa 1.000 kanalen deze award behaald.

### Red Diamond Creator Award
Deze award wordt sinds 2019 uitgereikt aan kanalen die 100.000.000 abonnees hebben behaald. De Red Diamond Creator Award is een metalen trofee van ongeveer 21x21 cm, versierd met een kenmerkende rode afwerking, gemaakt in samenwerking met het bedrijf Baccarat. De eerste twee kanalen die de award ontvingen, waren T-Series en PewDiePie.
Hieronder is een lijst te vinden van YouTubers die de Red Diamond Creator Award hebben mogen ontvangen.
1. T-Series (29 mei 2019)
2. PewDiePie (25 augustus 2019)
3. Cocomelon (12 december 2020)
4. SET India (28 maart 2021)
5. MrBeast (28 juli 2022)
6. Kids Diana Show (16 augustus 2022)
7. Like Nastya (25 augustus 2022)
8. Vlad and Niki (13 augustus 2023)
9. Zee Music Company (24 september 2023)
10. WWE (8 maart 2024)
11. Goldmines (20 september 2024)
12. Stokes Twins (30 november 2024)
13. Sony SAB (17 maart 2025)
14. KIMPRO (17 april 2025)